# Campo Largo (Chaco)
Campo Largo ist die Hauptstadt des Departamento Independencia in der Provinz Chaco im Norden Argentiniens. Sie liegt an der Ruta Nacional 16. In der Klassifikation der Gemeinden in der Provinz Chaco gehört sie zur 2. Kategorie. 